# Ancova endoleucella
Ancova endoleucella är en fjärilsart som beskrevs av George Francis Hampson 1901. Ancova endoleucella ingår i släktet Ancova och familjen mott. Inga underarter finns listade i Catalogue of Life.